# Šolta
Šolta er en ø i Adriaterhavet ud for Kroatiens kyst. Øen ligger vest for Brač, syd for Split og øst for Drvenik Veli.
Šolta har et areal på 58,98 km² og en befolkning på 2.049 (2021). Den højeste top på Šolta er Vela Straža, som er 238 meter over havets overflade. På den nordøstlige side af øen ligger de store bugter Rogač og Nečujam. I de vestlige dele af det indre Šolta er der en landbrugsslette på omkring 6 km lang og 2 km bred.
Hovederhverv på øen er dyrkning af vin, oliven og frugt samt fiskeri og turisme. Flere landsbyer ligger inde i landet (Grohote, Gornje Selo, Srednje Selo, Donje Selo), mens den største landsby Maslinica og Stomorska ligger ved kysten.. Maslinica er kun udsat for nordvestlig vind, og derfor en god havn for mindre både.

## Galleri
- Havnen i landsbyen Stomorska
- Grohote
- Gornje Selo
- Maslinica
- Nečujam
- Bunja Nečujam